# Olomouc–Opava východ-vasútvonal
Az Olomouc–Opava východ-vasútvonal egy egyvágányú vasúti fővonal („celostátní dráha“) Csehországban, melyet eredetileg a Mährisch-Schlesische Centralbahn (MSCB) épített és üzemeltetett. Olomouc (Olmütz)től Krnov (Jägerndorf)-on át Opava (Troppau)-ig vezet. 1872-ben nyitották meg.

## Fordítás
- Ez a szócikk részben vagy egészben  a   Bahnstrecke Olomouc–Opava východ című német Wikipédia-szócikk fordításán alapul.  Az eredeti cikk szerkesztőit annak laptörténete sorolja fel. Ez a jelzés csupán a megfogalmazás eredetét és a szerzői jogokat jelzi, nem szolgál a cikkben szereplő információk forrásmegjelöléseként.